# Sándor Ziffer
Sándor Ziffer (ook: Sándor Cziffer, Alexandru Ziffer) (Eger, Oostenrijk-Hongarije, 5 mei 1880 - Nagybánya, Roemenië, 8 september 1962) was een Hongaars kunstschilder.
Hij studeerde in Boedapest (1895-1900) en in de Akademie der Bildenden Künste München. Hij werkte als leraar in Nagybánya (1935-1945).
- Bibliothèque nationale de France: cb12003776b (data)
- Gemeinsame Normdatei: 1033303712
- International Standard Name Identifier: 0000 0000 7932 0461
- Nationale Bibliotheek van Israël: 987012289460405171
- RKD-Nederlands Instituut voor Kunstgeschiedenis: 461588
- Système universitaire de documentation: 25320254X
- Union List of Artist Names: 500183191
- Virtual International Authority File: 3397151965412100470001
- WorldCat: E39PBJmxW84BWxXcjwRfpyKyBP